# A hosszú kések éjszakáján megölt személyek listája
A hosszú kések éjszakáján megölt személyek listája áttekintést kínál a címben jelzett „tisztogatási” hullám során a nácik által 1934 június 30. és július másodika között megölt személyekről.

## A lista alapja
A lista alapja az Adolf Hitler rendelkezésére a Gestapo részéről elkészített hivatalos lista, mely Hitler 1934. július 13-i a Reichstagban megtartott beszédének – melyben kísérlet történt az események utólagos igazolására – megalapozását kívánta szolgálni. A lista megtalálható Heinrich Bennecke Reichswehr und SA (1961) című művének  és Heinz Höhne Buch Mordsache Röhm (1984) című könyvének függelékeiben is. Eredetileg hetvenhét megölt személyt tartalmazott, később Hitler utasítására még hat nevet fűztek hozzá.

## A személyek listája

### A hivatalos listán
- Otto Ballerstedt
- Fritz Beck
- Karl Belding
- Veit Ulrich von Beulwitz
- Alois Bittmann
- Franz Bläsner
- Herbert von Bose
- Ferdinand von Bredow[1]
- Charig
- Georg von Detten
- Herbert Enders
- Kurt Engelhardt
- Ludwig Engels
- Karl Ernst[2]
- Hans Joachim von Falkenhausen
- Gustav Fink
- Walter Foerster
- Fritz Gerlich
- Daniel Gerth
- Edmund Heines
- Oskar Heines
- Peter von Heydebreck[3]
- Joachim Hoffmann
- Anton von Hohberg und Buchwald
- Edgar Julius Jung
- Gustav Ritter von Kahr
- Eugen von Kessel
- Erich Klausener[3]
- Willi Klemm
- Hans Karl Koch
- Heinrich Johann König
- Fritz von Kraußer[3]
- Karl Lämmermann
- Gotthard Langer
- Erich Lindemann
- Karl Lipinsky
- Ernst Ewald Martin
- Hermann Mattheiß
- Walter von Mohrenschildt
- Paul Neumayer
- Heinrich Nixdorf
- Lamberdus Ostendorp
- Otto Pietrzok
- Adalbert Probst
- Hans Ramshorn[2]
- Ernst Röhm[4]
- Paul Röhrbein
- Wilhelm Sander
- Erich Schieweck
- Elisabeth von Schleicher
- Kurt von Schleicher[3]
- Wilhelm Schmidt[3]
- Hans Walter Schmidt
- August Schneidhuber[3]
- Johann Konrad Schragmüller
- Dr. Joachim Schröder
- Max Schuldt
- Walter Schulz
- Max Schulze
- Emil Sembach
- Hans Erwin von Spreti-Weilbach
- Pater Bernhard Stempfle
- Gregor Strasser[5]
- Otto Stucken
- Othmar Toifl
- Julius Uhl
- Erwin Villain
- Max Vogel
- Gerd Voss
- Eberhard von Wechmar[6]
- Karl Zehnter[4]
- Ernestine Zoref

#### Utólag hozzáadott nevek
- Alexander Zweig
- Jeannette Zweig
- Ewald Köppel

### További áldozatok
- Erich Gans
- Walter Häbich
- Hans Hayn[7]
- Heck
- Adam Hereth
- Karl-Günther Heimsoth
- Kuno Kamphausen
- Koch SA-Oberführer
- Kopp
- Krause
- Kurt Mosert
- Robert Reh
- Martin Schätzl
- Wilhelm Eduard Schmid
- Hans Schweighart

## Fordítás
Ez a szócikk részben vagy egészben  a   Liste der im Zuge des Röhm-Putsches getöteten Personen című német Wikipédia-szócikk ezen változatának fordításán alapul.  Az eredeti cikk szerkesztőit annak laptörténete sorolja fel. Ez a jelzés csupán a megfogalmazás eredetét és a szerzői jogokat jelzi, nem szolgál a cikkben szereplő információk forrásmegjelöléseként.